# Katastrofa lotu EgyptAir 864
Katastrofa lotu EgyptAir 864 – wydarzyła się 25 grudnia 1976. W jej wyniku Boeing 707-366C należący do linii EgyptAir rozbił się w Bangkoku, zabijając wszystkie 53 osoby na pokładzie i 19 osób na ziemi.

## Samolot
Maszyną obsługującą lot 864 był Boeing 707-366C (nr rej. SU-AXA) o numerze seryjnym 20763/871. Samolot opuścił linię produkcyjną 25 sierpnia 1973.

## Przebieg lotu
Maszyna odbywała rutynowy lot z Kairu do Bangkoku. Na pokładzie znajdowało się 44 pasażerów i 9 członków załogi. O godzinie 3:30 załoga nawiązała kontakt z kontrolerem zbliżania i zgłosiła, że znajduje się 61 kilometrów od lotniskowej radiolatarni. Piloci rozpoczęli podejście do pasa 21L przy pomocy ADF. Po potwierdzeniu widoczności pasa załoga dostała zgodę na lądowanie, która została chwilę potem potwierdzona. Chwilę potem o 3:45 Boeing uderzył w fabrykę znajdującą się 2 kilometry przed pasem. Zginęły wszystkie 53 osoby na pokładzie oraz 19 osób na ziemi. 

## Przyczyny
Przyczyną katastrofy była zbyt duża prędkość zniżania przy braku kontroli wysokości.